# Seth (Street Fighter)
(Seth, dopo aver vinto un incontro Versus)
Seth è un personaggio immaginario della serie Street Fighter, concepito dagli artisti della Capcom. È il boss finale del videogioco Street Fighter IV, quarto capitolo della serie. Il suo nome deriva dall'omonima divinità egizia del caos.
Si presenta come un uomo molto alto, muscoloso, privo di capelli e di qualsiasi altra peluria rendendo di fatto il suo corpo completamente glabro, privo di organi genitali e con un colorito estremamente pallido. Nel suo corpo è impiantato il Tanden Engine, la fonte del suo potere, una specie di dispositivo sferico rotante, che ne ricalca il simbolo dello Yin e yang situato al posto della sua pancia; grazie a questo meccanismo, Seth è in grado di replicare perfettamente le tecniche di vari avversari.

## Storia
Seth è uno dei 26 cloni del perfido M. Bison, il capo dell'organizzazione criminale Shadaloo, per la precisione il quindicesimo. Avendo sviluppato una coscienza rispetto agli altri cloni, viene posto a capo della S.I.N., una divisione della stessa Shadaloo, ma desidera segretamente controllare quest'ultima in virtù dell'apparente morte di Bison (ucciso da Akuma alla fine del precedente torneo). Esattamente come il suo progenitore, Seth è spietato, arrogante, crudele, pericoloso, temuto ed estremamente potente.
Decide inoltre di servirsi della malvagia Juri Han, una campionessa di Taekwondo i cui genitori sono stati uccisi dall'organizzazione, e potenziarla sostituendo il suo occhio sinistro danneggiato con il dispositivo Feng Shui (versione ridotta del Tandem Engine). Allo scopo di trovare Ryu ed usare il suo potere nascosto, ossia il Satsui No Hadou, per il completamento del misterioso progetto B.L.E.C.E (Boiling Liquid Expanding Cell Explosion), una potente arma biologica, Seth decide di dare inizio al Terzo Torneo Mondiale di Combattimento (evento narrato in Street Fighter IV e successivi spinoff). I suoi piani vengono però rovinati dal ritorno di Bison, che era riuscito a tornare in vita in un nuovo corpo e che lo sconfigge in combattimento; successivamente viene raggiunto da Juri, la quale dichiara di aver manovrato lui e Bison allo scopo di distruggerli entrambi, quindi schiaccia il suo Tanden Engine, lasciandolo morente; verrà ritrovato più tardi da Crimson Viper, che lo finirà.

## Abilità
Da solo, Seth è in grado di generare tornado o potenti vortici simili a buchi neri. Grazie al suo Tanden Engine, egli è in grado di copiare ed emulare perfettamente le tecniche di molti combattenti, tra cui:
- il Sonic Boom di Guile (effettuato però con una mano come Charlie)
- lo Shoryuken di Ryu
- lo Spinning Piledriver di Zangief
- lo Hyakuretsukyaku e l'Yosokyaku di Chun Li
- lo Yoga Teleport di Dhalsim
- il Tenmakujinkyaku di Akuma (ma usato anche da Evil Ryu e Gouken)
- il Focus Attack, simile al Chariot Tackle di Urien

### Seth 2.0
Dopo gli eventi in Street Fighter 4, Seth ritorna in Street Fighter V come DLC giocabile il 14 febbraio 2020. Questa nuova avventura vede la rete neurale di Seth trasferita in un androide dalle apparenze femminili nominato Doll Unit 0: una volta posseduto, l'androide mantiene l'estetica di Seth con aspetto femminile ma mantenendo la voce maschile, e il Tandem Engine sempre nell'addome appare più contenuto tanto da mantenere visibili i fianchi.
Nel gioco è inclusa anche una seconda skin dove Seth è raffigurato nella sua forma classica.